# Jailbait
Jailbait ([ˈdʒeɪlˌbeɪt], engl.: Jail = Gefängnis, Bait = Köder), auch Knastköder, beschreibt im amerikanischen Slang eine jugendliche Person, die älter aussieht, als sie tatsächlich ist. Hierbei besteht die Gefahr, sich durch sexuelle Handlungen mit jemandem unterhalb eines Schutzalters (engl.: age of consent) strafbar zu machen.

## Verwendung des Begriffs in der Populärkultur

### In Filmen
Spätestens 1937 tauchte der Begriff erstmals in dem Titel eines Filmes auf, hier in der Kurzfilmkomödie Jail Bait (1937) mit Buster Keaton. 1954 folgte der US-amerikanische Thriller Jail Bait (1954), der unter der Regie von Ed Wood aufgenommen wurde.
Auf Druck seiner Produzenten veröffentlichte Ed Wood seinen Kinofilm unter dem reißerischen Titel, weil so mehr Kinozuschauer angelockt werden sollten. Der ursprünglich geplante Titel war The Hidden Face.
Jailbait Babysitter aus dem Jahr 1977, der von einem 17-jährigen Mädchen handelt, nimmt Bezug auf die Wortbedeutung. Streetwise aus dem Jahr 1993 war ein US-amerikanischer Spielfilm von Rafal Zielinski, der im Original Jailbait hieß. Jailbait war ebenfalls der Originaltitel des Filmes Jailbait – Auf der High School ist die Hölle los aus dem Jahr 2000. 2004 entstanden zwei Filme mit dem Titel. Zum einen der US-amerikanische Kurzfilm Jail Bait (2004) von Ben Sainsbury und zum anderen Jailbait (2004), ein US-amerikanisches Filmdrama von Brett Leonard. In Leonards Film bezieht sich der Begriff auf Opfer sexuellen Missbrauchs im Gefängnis, hier eines unter 21-jährigen Gefangenen durch einen älteren Zellengenossen.
Erik Everhards Pornofilmreihe Jailbait nahm 2004 ihren Anfang. Jailbait (Webserie) ist eine US-amerikanische Improvisationskomödie mit zehn Episoden, die mit John Lehr in der Hauptrolle erstmals am 1. April 2011 auf Crackle ausgestrahlt wurde. Der US-amerikanische Sexploitationfilm Jail Bait – Überleben im Frauenknast (englischer Originaltitel Jailbait) von Jared Cohn kam 2014 mit Sara Malakul Lane in der Hauptrolle heraus. Der Film handelt von der Belästigung einer Jugendlichen durch Mitgefangene und Wärter in einem Jugendgefängnis.

### In der Musik
Jailbait war ein Publikums-Favorit bei Liveshows der Band Wishbone Ash , der 1971 „in etwa zehn Minuten“ während einer Jam-Session der Band in einem Pub in Exeter entstand. Der Titel erschien auf dem Album Pilgrimage.
Kim Fowley, der in den 1970er Jahren Rockmusikproduzent, Svengali und Manager der mit fünf Teenagerinnen besetzten Punk-Rock-Band The Runaways war, wird die Erfindung des Begriffs jailbait rock zugeschrieben.
Auf dem 1980 erschienenen Album Ace of Spades von Motörhead ist ein Song mit dem Titel Jailbait enthalten, der das sexuelle Verlangen nach einem jugendlichen Groupie beschreibt. In seiner Autobiographie äußert sich Lemmy Kilmister dazu: „Mir wurde wegen mehrerer Songs von Feministinnen die Hölle heiß gemacht, aber aus irgendeinem Grund sagten sie nie etwas zu ‚Jailbait‘. Sie erwähnten ihn gar nicht, dabei war es verdammt offensichtlich.“
1982 brachte Aerosmith eine Single mit dem Titel Jailbait heraus, die den Geschlechtsverkehr mit einer Minderjährigen in positiver Weise thematisiert. 2000 sendete MTV einen Comedy-Fernsehfilm mit dem gleichen Titel. Dieser handelt von einem durch einen 18-Jährigen geschwängerten 15-jährigen Mädchen und der Anklage des 18-Jährigen durch die Staatsanwältin, die eine Höchststrafe von 40 Jahren fordert, weil sie sich durch hartes Vorgehen für die Wahl zur Bürgermeisterin hervortun möchte.

### Weitere Verwendung
Die Online-Community Reddit bot für Fotos solcher jugendlichen Personen ein spezielles Unterforum Jailbait an, was zeitweise der Begriff mit den zweitmeisten Suchanfragen auf Reddit war. Die Ursache für den Suizid von Amanda Todd sollen im Internet verbreitete Jailbait-Fotos sein. In Berlin gab es eine Veranstaltung Jailbait-Rock im Roll-Club.